# Стабільність і реформи
«Стабі́́льність і рефо́рми» — коаліція у Верховній Раді України шостого скликання створена 11.03.2010 235 депутатами фракціях Партії регіонів (172), КПУ (27), Блоку Литвина (20) і 16 інших депутатів.

## Інші депутати
- Барвіненко Віталій Дмитрович — БЮТ
- Богословська Інна Германівна — позафракційна, вибрана за списком Партії регіонів
- Бут Юрій Анатолійович — НУНС
- Довгий Станіслав Олексійович — НУНС
- Задирко Геннадій Олександрович — БЮТ
- Каплієнко Володимир Володимирович — БЮТ
- Кисельов Василь Олексійович — позафракційний, вибраний за списком Партії регіонів
- Омельченко Олександр Олександрович -— НУНС
- Палиця Ігор Петрович — НУНС
- Плющ Іван Степанович — НУНС
- Полунєєв Юрій Володимирович — БЮТ
- Поляченко Володимир Аврумович — НУНС
- Рибаков Ігор Олександрович — позафракційний, вибраний за списком БЮТ
- Савченко Ігор Васильович — БЮТ
- Чорновіл Тарас В'ячеславович — позафракційний, вибраний за списком Партії регіонів
- Черпіцький Олег Зенович — БЮТ